# Adrien Maurice de Noailles
Adrien Maurice de Noailles, III duca di Noailles (Nevers, 29 settembre 1678 – Metz, 24 giugno 1766), è stato un militare e diplomatico francese.

## Biografia
Figlio di Anne Jules di Noailles e della contesa di Bournoville, ereditò il titolo ducale da suo padre nel 1708, alla morte di questi. Sua sorella Marie Victoire sposò Luigi Alessandro di Borbone-Francia, conte di Tolosa e figlio illegittimo di Luigi XIV e Grande Ammiraglio di Francia.
Il terzo duca di Noailles intraprese come molti nobili del suo tempo (e come era tradizione nella sua famiglia) la carriera militare, non prendendo però servizio attivo ma accettando l'onorario grado di colonnello di cavalleria, avuto grazie alla sua alta posizione sociale, e passando molti anni alla corte di Luigi XIV. Nonostante non avesse mai veramente esercitato fino ad allora la professione militare, si distinse per le sue capacità di stratega durante la guerra di successione spagnola come ufficiale del duca di Villars.
Dal 1715 al 1718 fu presidente del Consiglio delle Finanze; partecipò attivamente come incaricato personale di Luigi XIV (genero del re polacco Stanislao I) alle guerra di successione polacca, e nel 1734 fu elevato al prestigiosissimo grado di Maresciallo di Francia. Servì anche durante la guerra di successione austriaca come comandante in capo dell'esercito francese nel 1743; perse però la battaglia di Dettingen contro l'esercito alleato comandato da Giorgio II di Gran Bretagna in persona, dal feldmaresciallo britannico John Dalrymple, II conte di Stair, dal principe Leopoldo Filippo d'Arenberg e Wilhelm Reinhard von Neipperg, ma riuscì ad ottenere alcuni successi sugli austriaci in Lorena e a far indietreggiare le truppe nemiche oltre il Reno, salvando così la Francia dall'invasione.
Nell'aprile 1744 fu nominato Ministro degli Affari Esteri e riuscì a concludere una pace separata con la Gran Bretagna, impegnata su fronte scozzese dalla ribellione del 1745, che Noailles aveva anche in parte finanziata. Inoltre intervenne in molte occasioni nella diplomazia europea.
Nel 1702 era stato insignito dell'Ordine del Toson d'oro e nel 1711 era divenuto Grande di Spagna e nel 1724 cavaliere dell'Ordine dello Spirito Santo;

## Matrimonio
Sposò, il 31 marzo 1698, Françoise Charlotte d'Aubigné, figlia di Charles d'Aubigné. Ebbero sei figli:
1. Françoise Adélaide de Noailles (1704-1776) sposò Carlo di Lorena, Conte d'Armagnac, non ebbero figli;
2. Amable Gabrielle de Noailles (1706-1742) sposò Honoré Armand de Villars, Duca di Villars, ebbero una figlia;
3. Marie Louise de Noailles (1710-1762) sposò Jacques Nompar de Caumont, Duca de La Force, non ebbero figli;
4. Louis de Noailles, Duca de Noailles (1713-1793);
5. Philippe de Noailles, Duca de Mouchy (1715-1794);
6. Marie Anne Françoise de Noailles (1719-1793) sposò Ludwig Engelbert de La Marck, Conte di Schleiden.